# Juan Manuel Guayasamin
Juan Manuel Guayasamin es un biólogo nacido en 1974 en la ciudad de Quito. Obtuvo su doctorado en la Universidad de Kansas en el 2007. Es profesor e investigador en la Universidad San Francisco de Quito de Ecuador. En el 2016 recibió el premio Matilde Hidalgo como Investigador Emergente del Ecuador. Ha publicado más de 90 artículos científicos, incluyendo tres libros. Su trabajo se centra en la evolución y conservación de la biodiversidad neotropical, principalmente de anfibios. Ha descrito 6 géneros de ranas de cristal, 55 especies de anfibios y 11 de reptiles.

Miembro de la Academia de Ciencias del Ecuador

## Taxones descritos

### Subfamilias
- Hyalinobatrachiinae Guayasamin, Castroviejo-Fisher, Trueb, Ayarzagüena, Rada & Vilà, 2009

### Géneros
- Celsiella Guayasamin, Castroviejo-Fisher, Trueb, Ayarzagüena, Rada & Vilà, 2009
- Chimerella Guayasamin, Castroviejo-Fisher, Trueb, Ayarzagüena, Rada & Vilà, 2009
- Espadarana Guayasamin, Castroviejo-Fisher, Trueb, Ayarzagüena, Rada & Vilà, 2009
- Ikakogi Guayasamin, Castroviejo-Fisher, Trueb, Ayarzagüena, Rada & Vilà, 2009
- Rulyrana Guayasamin, Castroviejo-Fisher, Trueb, Ayarzagüena, Rada & Vilà, 2009
- Sachatamia Guayasamin, Castroviejo-Fisher, Trueb, Ayarzagüena, Rada & Vilà, 2009
- Vitreorana Guayasamin, Castroviejo-Fisher, Trueb, Ayarzagüena, Rada & Vilà, 2009

### Especies
- Allobates liniaureum Jaramillo-Martinez, Vilà, Guayasamin, Gagliardi-Urrutia, Rojas-Runjaic, Simões, Chaparro, Aguilar-Manihuari & Castroviejo-Fisher, 2025
- Cochranella mache Guayasamin & Bonaccorso, 2004
- Espadarana callistomma (Guayasamin & Trueb, 2007)
- Noblella coloma Guayasamin & Terán-Valdez, 2009
- Nymphargus mixomaculatus (Guayasamin, Lehr, Rodríguez & Aguilar, 2006)
- Nymphargus wileyi (Guayasamin, Bustamante, Almeida-Reinoso & Funk, 2006)
- Osornophryne puruanta Gluesenkamp & Guayasamin, 2008
- Pristimantis aureolineatus (Guayasamin, Ron, Cisneros-Heredia, Lamar & McCracken, 2006)
- Pristimantis bicantus Guayasamin & Funk, 2009
- Pristimantis esmeraldas (Guayasamin, 2004)
- Pristimantis huicundo (Guayasamin, Almeida-Reinoso & Nogales-Sornosa, 2004)
- Pristimantis munozi Rojas-Runjaic, Delgado & Guayasamin, 2014
- Pristimantis ortizi (Guayasamin, Almeida-Reinoso & Nogales-Sornosa, 2004)

## Abreviatura (zoología)
La abreviatura Guayasamin  se emplea para indicar a Juan Manuel Guayasamin como autoridad en la descripción y taxonomía en zoología.